# فرویو (برنامه نظارتی)
فرویو (به انگلیسی: Fairview) برنامه پنهانی آژانس امنیت ملی ایالات متحده آمریکا است که با آن در همکاری با شرکت مخابراتی آمریکایی ای‌تی اند تی، داده ایمیل، اینترنت‌گردی، و تماس تلفنی عمدتاً شهروندان دیگر کشورها را از گذرگاه‌های اصلی کابل‌های مخابراتی و تلفن‌خانه‌های درون خاک آمریکا گردآوری می‌کند. برنامه فرویو در سال ۱۹۸۵ (میلادی) و یک سال پس از شکسته شدن بل سیستم آغاز شد.

## همکاری شرکت‌ها
شناسایی ای‌تی اند تی به عنوان همکار اصلی برنامه فرویو، نخستین‌بار در ۲۳ اکتبر ۲۰۱۳ در واشینگتن پست با نوشته یک تاریخ‌نگار به نام متیو اید آشکار شد.
این موضوع در گزارش مشترکی از پروپابلیکا و نیویورک تایمز در ۱۵ اوت ۲۰۱۵ تایید شد. این گزارش بر پایه اسناد آژانس امنیت ملی نوشته شده بود که ای‌تی اند تی را یک شرکت "همکار بسیار خوب" معرفی کرده و این شرکت را برای اینکه "خواهان همکاری بسیار نزدیک است" بسیار ستایش می‌کرد.
در سال ۲۰۱۱ (میلادی) برنامه فرویو برای آژانس امنیت ملی، ۱۸۸/۹ میلیون دلار آمریکا هزینه داشت که دو برابر هزینه استورم‌برو بود که دومین برنامه بزرگ آژانس امنیت ملی است.

## هدف برنامه
بر پایه گفته‌های ادوارد اسنودن در سال ۲۰۱۳ (میلادی):
شرکت مخابراتی بزرگ آمریکایی همکار آژانس امنیت ملی [ای‌تی اند تی] با شرکت‌های مخابراتی خارج از آمریکا همکاری می‌کند و بنابراین اجازه دسترسی به سامانه‌های مخابراتی آنها را پیدا می‌کند و به آژانس امنیت ملی آمریکا اجازه دسترسی مستقیم به همه داده را می‌دهد.
بر پایه افشاگری‌ها آژانس امنیت ملی، تنها در ژانویه ۲۰۱۳، ۲/۳ میلیار داده از برزیل گردآوری کرده است.
چند هفته پیش از آن، اسنودن فاش کرد که آژانس امنیت ملی، بیش از ۱ میلیارد فراداده تماس و پیام تلفنی را از کاربران چینی گردآوری کرده است. هرچند در آن گزارش، نامی از برنامه خاصی برده نشده بود.

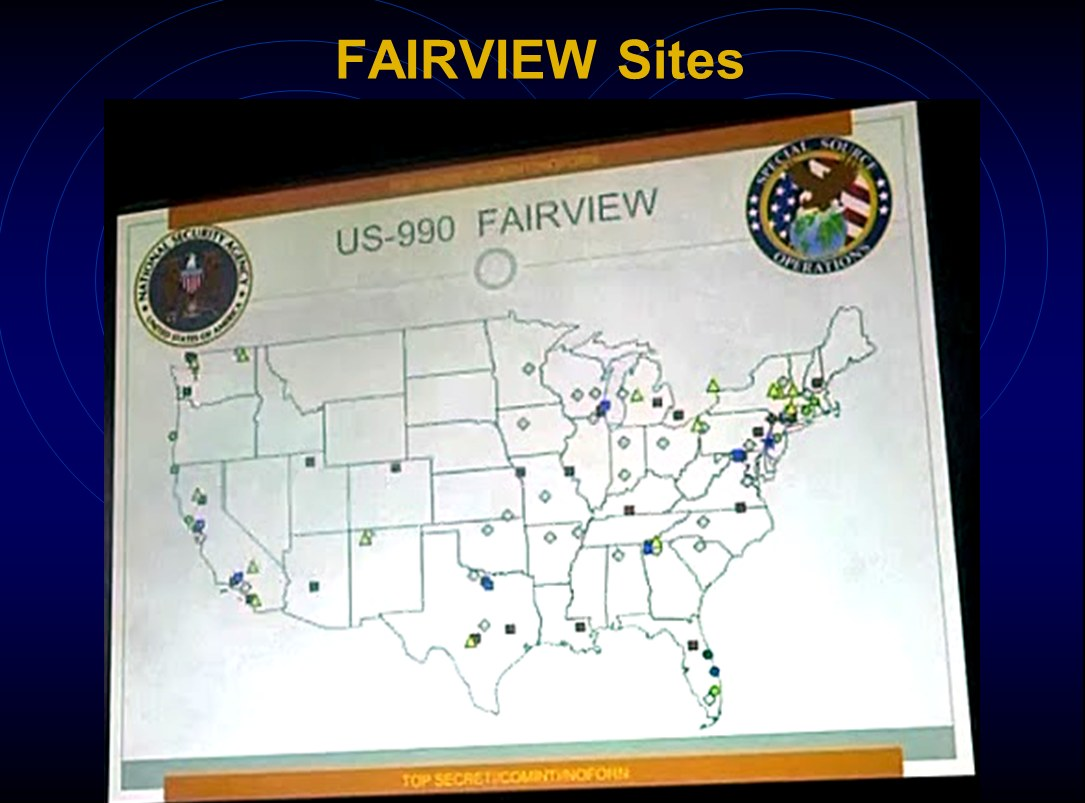
نقشه فرویو که در سال ۲۰۱۳ در تلویزیون برزیل نشان داده شد.

یک اسلاید درباره فرویو که در سال ۲۰۱۳ در تلویزیون برزیل نشان داده شد نقشه آمریکا را نشان می‌داد که در آن نقطه‌هایی مشخص شده‌اند. اما راهنمایی که نشان دهد آن نقطه‌ها چیستند وجود نداشت. در نقشه مشابه با راهنمای درست که در اوت ۲۰۱۵ منتشر شد آشکار شد که در سال ۲۰۱۰ (میلادی) آژانس امنیت ملی به این پایگاه‌های ای‌تی اند تی دسترسی داشته است:
- ۸ نقطه برابرسازی (Peering) اینترنت
- ۲۹ پایگاه رهیاب صدا روی پروتکل اینترنت
- ۱ پایگاه رهیاب هاب صدا روی پروتکل اینترنت (که برای ۳۰ پایگاه دیگر نیز برنامه‌ریزی شده بود.)
- ۹ گذرگاه کابل زیردریایی (که برای ۷ گذرگاه دیگر نیز برنامه‌ریزی شده بود.)
- ۱۶ سامانه سوئیچینگ الکترونیک شماره ۴

به غیر از پایگاه‌های صدا روی پروتکل اینترنت، بیشتر این نقاط دسترسی در مرزهای آمریکا هستند.

## وضعیت حقوقی
گردآوری داده با برنامه فرویو بر پایه بخش ۷۰۲ متمم‌های لایحه ۲۰۰۸ لایحه نظارت بر اطلاعات خارجی ۱۹۷۸ انجام می‌شود. بر پایه این بخش، هنگامی که یک سوی ارتباط در خارج از آمریکا است و گذرگاه‌های جابجایی سیگنال در هر دو سوی ارتباط، خارجی هستند می‌توان با حکم موردی دادگاه نظارت بر اطلاعات خارجی، داده را گردآوری کرد.
بر پایه برنامه فرویو، ای‌تی اند تی، به شکل فله‌ای، فراداده تماس‌های تلفنی مردم آمریکا را نیز به آژانس امنیت ملی، می‌دهد. این کار بر پایه بخش ۲۱۵ لایحه میهن‌دوستی انجام می‌شود. در آغاز، این کار، تنها، برای تلفن ثابت انجام می‌شد. اما از سال ۲۰۱۱ ای‌تی اند تی، روزانه، فراداده ۱/۱ میلیارد تماس تلفن همراه را نیز به آژانس امنیت ملی می‌دهد.

## رسانه

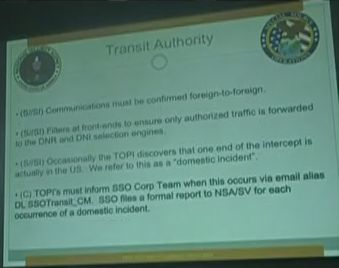
آپ استریم کالکشن-گذرگاه‌های جابجایی سیگنال
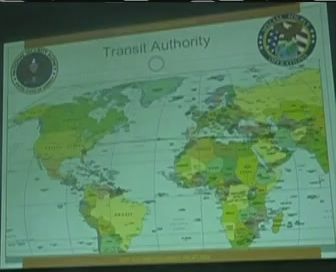
آپ استریم کالکشن-نقشه گذرگاه‌های جابجایی سیگنال
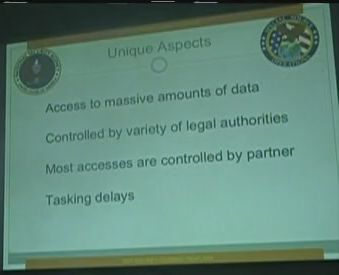
آپ استریم کالکشن-موارد ویژه
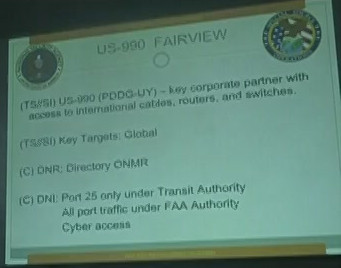
جمع‌بندی فرویو
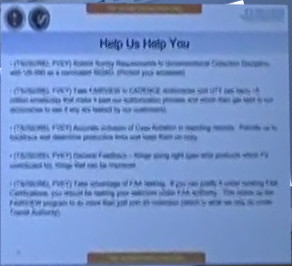
"B-reel" دومین پرونده معرفی فرویو: به ما کمک کنید، ما هم به شما کمک می‌کنیم.
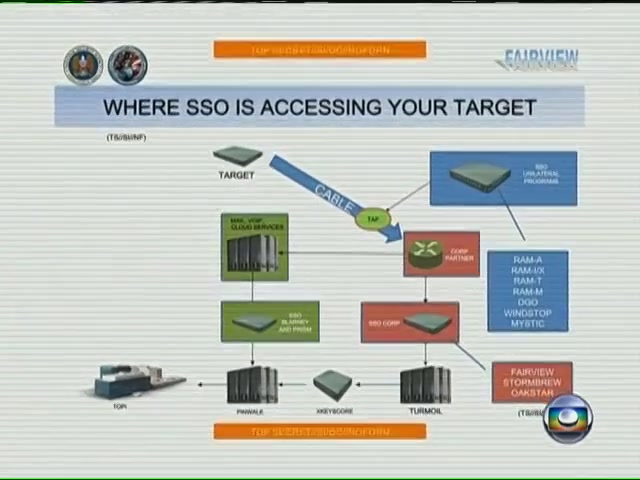
دومین پرونده معرفی فرویو: هنگامی که SS۰ به هدف شما دست می‌یاید.